# Поселение Длинное
Поселение Длинное — поселение XI—XIII веков, расположенное на правом берегу реки Северский Донец в Белокалитвинском районе Ростовской области. Относится к славянской культуре. Раскопки в поселении Длинное проводились в 2010 году.

## История
Ростовская область была с древности густо заселена. Большая часть селений располагалась по берегам рек. На одних и тех же местах люди селились в разные исторические эпохи.
Осталось мало сведений по древнерусскому средневековью в районе Ростовской области. Некоторая информация была получена по материалам раскопок в селении Длинное на Северском Донце. Поселение Длинное расположено на правом берегу реки Северский Донец в Белокалитвинском районе Ростовской области. На небольшом возвышение обрывистого берега созданного балками Ясеновской и Длинной проводились раскопки. В одном километре на северо-восток на противоположном берегу реки находится хутор Ольховчик. Раскопками обнаруженного селения занимался ростовский археолог Р. В. Прокофьев. Поселение относится к древнерусским и датируется XI—XIII веками.
Определить даты существования селения помогли обнаруженные археологами предметы и осколки керамики XI—XIII веков. Эти материалы свидетельствовали, что селение имело отношение не к татаро-монгольской, а к славянской культуре.

## Артефакты
Раскопки древнерусского поселения Длинное и исследовательские работы проводились в 2010 году. Общая площадь раскопок составила 150 м². Работы проводились вдоль обрыва у реки Северский Донец, чтобы сохранить от обвала культурный слой археологического объекта.
При раскопках археологами изучено содержимое найденной ямы, представляющей собой предположительно прямоугольный погреб; двух насыпей из золы с остатками костей и керамики; пять ям хозяйственного назначения. Одна из ям имеет грушевидную форму, а две — крынковидные. Оставшиеся ямы неглубокие, позрушенные эрозией почвы. Находки в основном представлены керамикой и костями домашних и диких животных.
Остатки кухонной керамики дают основание определить принадлежность поселения к древнерусскому типу. Среди остатков обнаружены фрагменты горшков из красной и белой глины. На некоторых венчиках древнерусской керамики выполнена специальная бороздка для крышки. Орнамент горшков выполнен с линейно-волнистым рисунком. Фрагменты амфор имеют триллийский и трапезундский тип средневековой керамики. Это свидетельствует о связях селения с крупными Черноморскими и Азовскими поселениями греческой и венецианской провинции. На некоторых осколках обнаружены тамгообразные знаки. Знаки были нанесены красной краской или вырезаны острым предметом. Среди найденных предметов — куски лощённой и не лощённой столовой гончарной посуды, отдельные осколки поливной керамики.
Кроме керамики археологи нашли в поселении пряслица, грузило, витые пряжки из железа, куски бронзового зеркала, фрагменты стеклянного и решётчатого бронзового браслетов, стеклянные бусины.